# Güre, Hocalar
Güre là một xã thuộc huyện Hocalar, tỉnh Afyonkarahisar, Thổ Nhĩ Kỳ. Dân số thời điểm năm 2011 là 433 người.